# S. Nazimuddin
S. Nazimuddin (1948) es un botánico pakistaní, que se desempeña académicamente en el Departamento de Botánica, de la Universidad de Karachi.

## Algunas publicaciones

### Libros
- s. Nazimuddin. 1989a. Flora of West Pakistan: Rubiaceae. Volumen 190. Editor Stewart Herbarium, 145 pp.
- -----------------------. m. Qaiser. 1989b. Rubiaceae. Volumen 190 de Flora of Pakistan. Editor Department of Botany, Univ. of Karachi, 145 pp.
- -----------------------. s. Shaharyar, h. Naqvi. 1984. Cucurbitaceae. Volumen 154 de Flora of Pakistan. Editor Department of Botany, Univ. of Karachi, 56 pp.
- -----------------------. 1983. Apocynaceae. Nº 148 de Flora of Pakistan. Editor Dept. of Botany, Univ. of Karachi, 41 pp.
- -----------------------. m. Qaiser. 1982. Vitaceae. Volumen 147 de Flora of Pakistan. Editor Department of botany, Univ. of Karachi, 20 pp.

## Eponimia
- (Asteraceae) Taraxacum qaiseri Abedin[1]